# Plecia rufiscutella
Plecia rufiscutella är en tvåvingeart som beskrevs av Hardy 1940. Plecia rufiscutella ingår i släktet Plecia och familjen hårmyggor.
Artens utbredningsområde är Peru. Inga underarter finns listade i Catalogue of Life.